# Luca Mozzato
Luca Mozzato   (Arzignano, 15 de febrer de 1998) és un ciclista italià, professional des del 2018, quan fitxà per l'equip Dimension Data for Qhubeka. El 2023 fitxà per l'Arkéa-Samsic.
En el seu palmarès destaca la Bredene Koksijde Classic de 2024.

## Palmarès
- 2017
  - 1r al Gran Premio Industria del Cuoio e delle Pelli
  - 1r al Trofeu Gianfranco Bianchin
- 2019
  - 1r al Circuit del Porto-Trofeu Arvedi
- 2023
  - 1r a la Binche-Chimay-Binche
  - Vencedor d'una etapa al Tour del Llemosí
- 2024
  - 1r a la Bredene Koksijde Classic

### Resultats al Tour de França
- 2022. 103è de la classificació general
- 2023. 132è de la classificació general